# 湖光山色
《湖光山色》是作家周大新的长篇小说，曾荣获2008年第7届茅盾文学奖。2019年9月23日，《湖光山色》入选“新中国70年70部长篇小说典藏”。讲述一名年轻的农村女性利用家乡的资源与命运抗争、追求美好生活的人生旅程。

## 故事梗概
讲述了一个改革开放之后曾在北京市里打过工的乡村女性楚暖暖回到家乡楚王庄后，因与青年旷开田结婚因此与村主任詹石磴产生矛盾，因中了詹石磴的诡计从一个外人手中购买了假冒除草剂销售导致本村许多村民庄稼被毁，以致旷家欠下大笔债务，旷开田还被警察拘留的结果。为了救出开田，暖暖被迫献身给了觊觎她美色的詹石磴。之后在大学教授谭老伯的启发下，暖暖依靠当地的楚长城和丹江的旅游资源，做向导、开设客栈赚钱谋生。在逐渐变得富裕且为村民谋取福利的影响下，旷开田在暖暖的鼓励下在村长换届改选之际成功取代詹石磴当选村主任，然而渐渐地随着商人薛传薪的到来，旷开田也变得跟之前的詹石磴一样，在金钱、美色和权力中迷失了自我，旷开田和暖暖的婚姻也受到波及。

## 主要人物
- 楚暖暖，独立自强农村女性。
- 旷开田，农村青年，后来当上村主任，在金钱和权力中迷失。
- 詹石磴，村主任，村里恶霸，因楚暖暖不愿嫁给其弟弟詹石梯而心生怨恨，觊觎其美色并成功得手。
- 青葱嫂，心地善良的妇女。
- 谭老伯，大学历史教授，多次到楚王庄考察楚长城，住在暖暖家。
- 薛传薪，商人，眼中只有金钱。

## 创作
《湖光山色》以作家周大新家乡河南省南阳市作为背景地，《湖光山色》中的湖是指的丹江湖（丹江口水库），山即是伏牛山。2004年夏季，周大新在一次回故乡之后，便写作了这部长篇小说。

## 评价
获奖评语：“周大新的《湖光山色》深情关注着我国当代农村经历的巨大变革，关注着当代农民物质生活与情感心灵的渴望与期待。在广博深厚的民族文化背景上，通过作品主人公的命运沉浮，来探求我们民族的精神底蕴。”